# Luigi Zocchi
Luigi Zocchi (Varese, 30 giugno 1950) è un politico italiano.

## Biografia
Viene eletto nella alla Camera dei deputati nella XII Legislatura nelle liste della Lega Nord. Contattato da Forza Italia è tra i primi dissidenti che con il professor Gianfranco Miglio, il cosiddetto "ideologo" del partito di Umberto Bossi, transfuga nel Gruppo misto a Montecitorio. 
In anni successivi ha proseguito l’impegno politico in Fratelli d’Italia. Nel 2021 è infatti eletto consigliere comunale a Varese, mentre alle regionali lombarde del 2023 è eletto consigliere regionale: inizialmente primo dei non eletti, è subentrato a Francesca Caruso, nominata Assessore regionale alla Cultura e che lo precedeva in lista.
È padre della scrittrice Chiara Zocchi.